# Afonso de Noronha (c.1542-1578), 5º conde de Odemira
D. Afonso de Noronha (c.1542 - Alcácer Quibir, 4 de Agosto de 1578) foi o 5º conde de Odemira e senhor de Odemira, Mortágua e Penacova, e alcaide-mor de Estremoz. Era filho de D. Sancho de Noronha, 4º conde de Odemira, e de D. Margarida de Vilhena.
Morreu na Batalha de Alcácer Quibir (1578).
Casou três vezes :
A primeira (c.1569) com D. Joana de Vilhena (?-c.1571), filha de Manuel Telles de Meneses, 6º senhor de Unhão, e de D. Margarida de Vilhena, sem geração.
A segunda (c.1572) com D. Joana de Gusmão (?-c.1572), filha de D. Pedro de Meneses, governador de Ceuta, e de D. Constança de Gusmão, sem geração.
A terceira (c. 1573) com D. Violante de Castro (? - 18.06.1646), filha de D. Álvaro de Castro, senhor de Fonte Arcada e Penedono, conselheiro de estado e Vedor da Fazenda e de D. Ana de Ataíde, de quem teve:
- Sancho de Noronha (1579-1641), 6º conde de Odemira.